# Oscar Robertson
Oscar Palmer Robertson, född 24 november 1938 i Charlotte i Tennessee, ofta kallad "The Big-O", är en amerikansk före detta basketspelare som spelade med Cincinnati Royals och Milwaukee Bucks i NBA.
Den 1,96 meter långa och 95 kilogram tunga Robertson spelade som point guard. Robertson och Russell Westbrook är de enda spelare i NBA:s historia som har lyckats snitta en triple-double en hel säsong. Han är ansedd som en av de mest mångsidiga spelarna någonsin och var en viktig spelare i Milwaukee Bucks säsongen 1970/1971, då laget kom till sin första NBA-final och vann. Milwaukee blev då det lag i NBA:s historia som snabbast vunnit en titel efter att ha tillkommit till ligan, då säsongen 1970/1971 endast var deras tredje i NBA.